# Theo Fitzau
Pas d'image ? Cliquez ici
Theodor Fitzau est un pilote automobile allemand, né le 10 février 1923 à Köthen, État libre d'Anhalt, et mort le 18 mars 1982 à Groß-Gerau, Allemagne. Il a participé à une course du championnat du monde de Formule 1 en 1953.

## Résultats en championnat du monde de Formule 1
| Saisons | Écurie            | Châssis | Moteurs | 1   | 2   | 3   | 4   | 5   | 6   | 7   | 8   | 9   | Points inscrits | Classement |
| ------- | ----------------- | ------- | ------- | --- | --- | --- | --- | --- | --- | --- | --- | --- | --------------- | ---------- |
| 1953    | Helmut Niedermayr | AFM U8  | BMW 328 | ARG | IND | P-B | BEL | FRA | GBR | ALL | SUI | ITA | 0               | Non classé |
| 1953    | Helmut Niedermayr | AFM U8  | BMW 328 |     |     | Abd |     |     |     |     |     |     | 0               | Non classé |